# روپچا
روپچا (به بلغاری: Rupcha) یک منطقهٔ مسکونی در بلغارستان است که در Ruen واقع شده‌است.